# Sofie Kirk Kristiansen
Sofie Kirk Kristiansen (født 18. november 1976 i Billund) er en dansk plantageejer og LEGO-arving. Hun regnes som én af de rigeste kvinder i Danmark.
Hun har en bachelor i etnografi og socialantropologi fra Aarhus Universitet.

## Privat
Sofie Kirk blev 9. september 2005 gift med Christopher Kiær Thomsen.
I bryllupsgave fra brudens forældre, fik brudeparret Klelund Plantage syd for Grindsted. Plantagen blev købt for 87 mio. kr. af PKA. Parret valgte at rive det gamle jagtslot ned for i stedet at opføre et nyt til over 50 mio. kr. I efteråret 2014 blev parret skilt, og Sofie Kirk blev sammen med parrets to døtre boende på Klelund.
Sofie Kirk er datter af Kjeld Kirk Kristiansen, barnebarn af Godtfred Kirk Christiansen og oldebarn af LEGOs grundlægger Ole Kirk Christiansen.